# Aa (диграф)
Aa — диграф, используемый в некоторых языках, например, в нидерландском алфавите и в африкаанс. В этих языках обозначает звук [aː].
Диграф aa также традиционно использовался в датском и норвежском алфавитах вместо графемы å, обозначающей звук [o(ː)] или [ɔ(ː)]. Сейчас это написание иногда сохраняется в именах собственных: ср. дат. Aabenraa — Обенро (но возможно и написание Åbenrå) или норвежскую фамилию Faarlund (изредка также Fårlund).